# Direção-Geral de Estatística
A Direção-Geral de Estatística (AO 1945: Direcção-Geral de Estatística; DGE) é uma agência governamental timorense, responsável por produzir e divulgar informação estatística oficial. Pertence ao Ministério das Finanças e sua sede se situa em Díli.
Foi anteriormente designada como Direção Nacional de Estatística (AO 1945: Direcção Nacional de Estatística, DNE).

## História
A 30 de junho de 2000, foi estabelecido o Gabinete Nacional de Estatística (GNE), quando Timor-Leste ainda estava sob administração da Organização das Nações Unidas. O Programa das Nações Unidas para o Desenvolvimento (PNUD) financiou a sua criação. Nos primeiros dias, tratou principalmente do Índice de Preços no Consumidor. Na mesma época, dezasseis forças locais e estrangeiras trabalharam na construção do GNE, durante a governação e administração pública. Em 2001, o Segundo Governo Transitório reduziu o número de funcionários do GNE para oito. A direção foi mudada para o gabinete do primeiro-ministro no Palácio do Governo de Timor-Leste, estando diretamente subordinada ao Ministério dos Assuntos Económicos. Com a independência de Timor-Leste a 20 de maio de 2002, o GNE ficou a depender do Ministério das Finanças, mudando-se para o Edifício Kobe. O primeiro diretor do GNE foi Manuel Mendonça, com a equipa naquela época tendo dezasseis funcionários, acompanhada do assessor estrangeiro David Brackfield. A 5 de setembro de 2003, o GNE foi renomeado para Direção Nacional de Estatística (DNE), que mudou de sede para Caicoli. O Fundo de População das Nações Unidas financiou a reforma do edíficio, onde funcionava o antigo Gabinete Nacional de Estatística, durante a ocupação de Timor-Leste pela Indonésia, época em que o país era conhecido como Timor Timur. A DNE estava subordinada a Direção-Geral de Análise e Pesquisa do Ministério das Finanças. 
Em agosto de 2009, a DNE teve dezoito funcionários permanentes e quarenta e oito temporários, com Elias dos Santos Ferreira sendo o diretor. Em dezembro de 2013, António Freitas foi nomeado o diretor-geral.
Entre 2004 e 2010, a DNE conduziu o censo demográfico nacional. O último censo de 2015 contou com mais de cinco mil funcionários.

## Organização

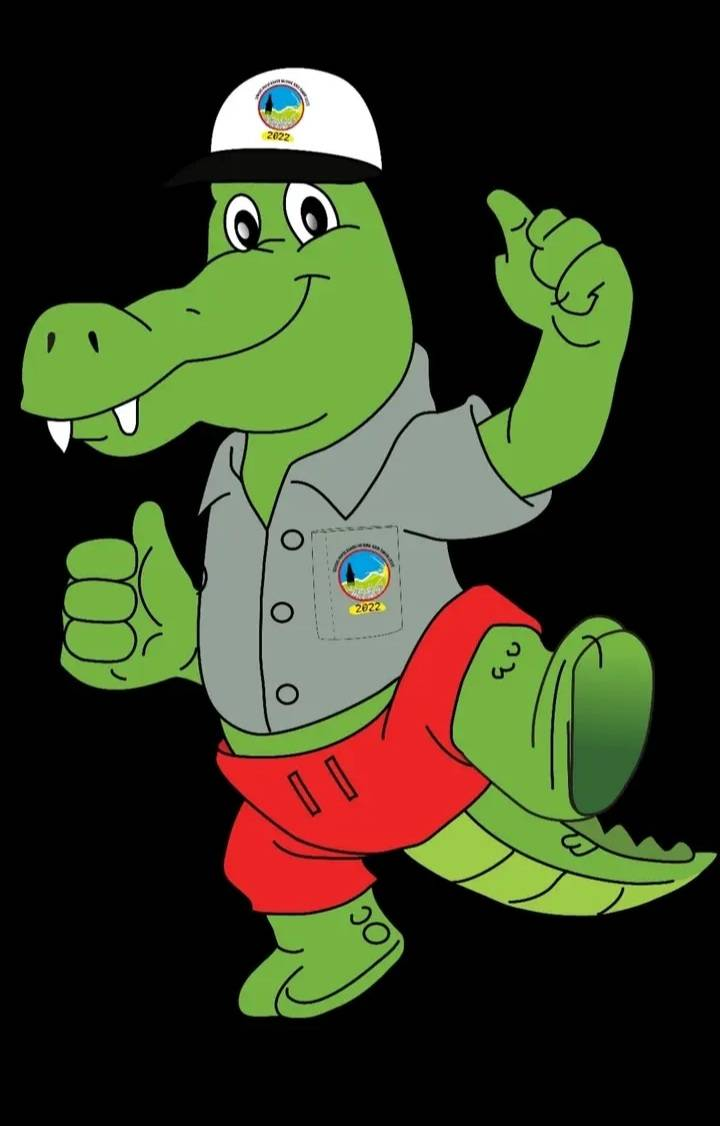
O Crocodilo DGE

A Direção-Geral de Estatística é responsável pela coordenação do Sistema Estatístico Nacional (SEN) e pela recolha, elaboração, análise e difusão das estatísticas oficiais sobre a demografia, questões sociais, ambientais e económicas, com base no decreto-lei n.º 17/2003 de 1 de outubro sobre estatísticas. O financiamento foi feito pelo Fundo Monetário Internacional.
A DGE está dividida em várias subunidades:
- Direção Nacional Administração e Finanças
- Direção Nacional Cartografia e Estatísticas (DNCE)
- Direção Nacional de Metodologia e Recolha de Dados (DNMRD)
- Direção Nacional de Estatísticas Económicas e Sociais
- Direção Nacional de Sistemas e Relatórios